# 圣威尔弗里德教堂
圣威尔弗里德教堂（英語：Church of St Wilfrid）位于英国大曼徹斯特郡威根都市自治市，是一座聖公會布萊克本教區的聖公宗堂区教堂。圣威尔弗里德教堂被英国国家遗产名录指定为登錄建築。它被佩夫斯纳建筑指南的作者称为“兰开夏郡最有趣的教堂之一”。

## 历史
1205年，圣威尔弗里德教堂被历史文献首次提及。范围包括十一小镇（阿德灵顿、安德顿、理查德、柯普尔达克斯伯里、兰特里、谢林顿、斯坦迪什、韦尔奇惠特尔和沃辛顿）的古老堂区规模非常庞大，为教堂的建造奠定了基础。人们认为教堂是在1582年至1584年期间由L. Shipway建造和设计。它将哥特式建筑和文艺复兴建筑的特点混合在了一起。
20世纪时，蘭卡斯特建筑师奥斯汀和佩利开始了教堂的建造。在1913至1914年期间，他们在教堂东部建造了一些法衣室。1926年，他们在楼入口处建立了一座墓地。门楼是一个独立的II级登录建筑。在1932年和1939年期间，他们依旧不断地监督教堂情况、完善教堂细部和修复破损。

## 建筑结构

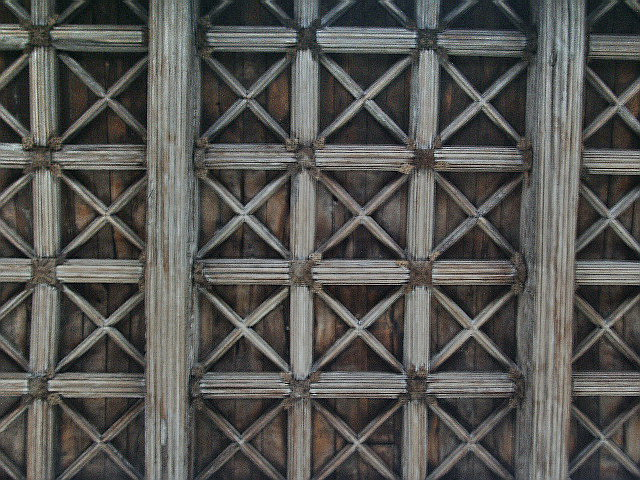
建筑细部

### 外部结构
圣威尔弗里德教堂是一座哥特式建筑。突出的尖塔由灰黑色方石建成，外壁挂有一个八角形时钟。教堂的其他部分由黄黑色的粗砂岩建成。中殿和chancel是1582年至1584年期间的伊丽莎白式的。中殿，西蒙·詹金斯这样写道：“中堂拱门的风格有点像哥特式建筑，又有点英国古典风范。”

### 建筑内部
詹金斯是这样赞美教堂的：“......兰开夏郡最好的屋顶，萨默塞特最高的价值”。堂区的牧师们仔细研究了教堂内的嵌板、横撑条和各种各样的走道后发现并声称‘没有一对是相同的’。

### 墓地
圣威尔弗里德教堂的墓地分成新旧两部分，第一次世界大战期间4人在此处被埋葬，第二次世界大战又有9人被埋葬在这里。大部分坟墓都位于新墓园。

### 相关链接
- Brandwood, Geoff; Austin, Tim; Hughes, John; Price, James, , Swindon: 英格蘭遺產委員會, 2012, ISBN 978-1-84802-049-8
- Jenkins, Simon, , London: 企鹅出版集团, 1999, ISBN 978-0-14-103930-5
- Pollard, Richard; Pevsner, Nikolaus, , The Buildings of England, New Haven and London: 耶魯大學出版社, 2006, ISBN 0-300-10910-5